# Kytorhynchidae
Famille
Les Kytorhynchidae sont une famille de vers plats marins de l'ordre des Rhabdocoela (infra-ordre des Neotyphloplanida et sous-ordre des Dalytyphloplanida).

## Systématique
Le nom valide complet (avec auteur) de ce taxon est Kytorhynchidae Rieger, 1974.

### Synonyme de Kytorhynchidae
Kytorhynchidae a pour synonyme Kytorhynchidarum, qui est juste le génitif pluriel de Kytorhynchidae, utilisé par Schockaert & Martens en 1985 pour désigner des « espèces de Kytorhynchidae ».

### Liste des genres
Selon la base de données World Register of Marine Species (6 janvier 2024), la famille des Kytorhynchidae regroupe les genres suivants :
- Kytorhynchella Rieger, 1974
- Kytorhynchus Rieger, 1974
- Neokytorhynchus Ehlers & Ehlers, 1981

### Publication originale
(en) Reinhard Maria Rieger, A new group of Turbellaria-Typhloplanoida with a proboscis and its relationship to Kalyptorhynchia, dans N.W. Riser & M.P. Morse, The Biology of the Turbellaria, McGraw-Hill, New-York, 1974, p. 23-62